# Gabriela Beňačková
Gabriela Beňačková, anche scritta Gabriela Beňačková-Čápová, (Bratislava, 25 marzo 1947), è un soprano slovacco.

## Biografia
Gabriela Beňačková è nata a Bratislava. Suo padre Antonín era un avvocato e sua madre Elena una casalinga. È la sorella minore della conduttrice televisiva Nora Beňačková. In giovane età aveva frequentato lezioni di balletto, coro di voci bianche di Radio Praga, ed a scuola aveva imparato canto e pianoforte.
La Beňačková è specializzata nella musica dei suoi compatrioti slovacchi, in particolare Eugen Suchoň, nonché dei compositori cechi, in particolare Bedřich Smetana, Antonín Dvořák e Leoš Janáček. È considerata una delle più grandi "Jenůfa" nell'omonima opera di Janáček. La sua esibizione alla Carnegie Hall e la successiva produzione al Metropolitan Opera con Leonie Rysanek sono considerate leggendarie.
Nel 1981 la televisione cecoslovacca ha avuto come protagonista la signora Beňačková in una versione determinante di La sposa venduta di Bedřich Smetana, che da allora è diventata una popolare registrazione in DVD disponibile in un formato per tutte le regioni (2006). Quella registrazione la fece in coppia con il tenore (anch'egli slovacco) Peter Dvorský come Jeník e con il basso Richard Novák come Kecal ed altri cantanti popolari. Ha completato il suo tour di recital d'addio nel 2008.
Ha effettuato numerose registrazioni ed è apparsa in diverse film di opere su DVD, nonché nel lungometraggio The Divine Emma, dove ha prestato la voce al famoso soprano ceco Emmy Destinn. La sua voce si può anche sentire nel film A spasso con Daisy dove interpreta il ruolo principale in Rusalka di Antonín Dvořák e in Copycat - Omicidi in serie in cui canta l'aria di Puccini Vissi d'arte dall'opera Tosca di Giacomo Puccini.
Tra il 1991 e il 1999 è apparsa 39 volte al Metropolitan Opera di New York, l'ultima come Desdemona nell'Otello di Giuseppe Verdi insieme a Plácido Domingo.
È apparsa come Margherita nella produzione della Wiener Staatsoper del Faust di Charles Gounod (1985), così come Leonore nel Fidelio di Ludwig van Beethoven (1991) nella produzione della Royal Opera House. Nel 2012 ha cantato il difficile ruolo della Contessa de la Roche, in Die Soldaten, al Festival di Salisburgo, una produzione ora in DVD.
La Beňačková ha anche realizzato una bella registrazione nel ruolo della protagonista di Rusalka di Dvořák. Il direttore era Václav Neumann.

## Incisioni
- Leoš Janáček: Jenůfa Gabriela Beňačková con Naděžda Kniplová, Vilém Přibyl, Vladimír Krejčík, Janáček Theatre in Brno, orchestra e coro diretta da František Jílek (1977–1978) Supraphon CD SU 3869-2.
- Smetana - The Bartered Bride Gabriela Beňačková con Peter Dvorský (Jeník), Richard Novák (Kecal), Miroslav Kopp, Marie Veselá, Orchestra Filarmonica Ceca diretta da Zdeněk Košler, Supraphon DVD.[5]
- Gabriela Beňačková From the Heart: Mikuláš Schneider-Trnavský Songs about Mother: If Only They Knew; Mother; If I Knew; Little Flower: Far e Wide; The Nightingale; A Lovely Dream; Student Period Songs: The Settler; The Bowed Rose; Your Shy Eyes; The Girl Is Being Married; From My Heart: The Withering Tree; The Cuckoo; Roses.[6]

## Videografia
- Gala del Metropolitan Opera per il 25º anniversario di James Levine (1996), Deutsche Grammophon DVD, B0004602-09